# Kharg (Schiff)

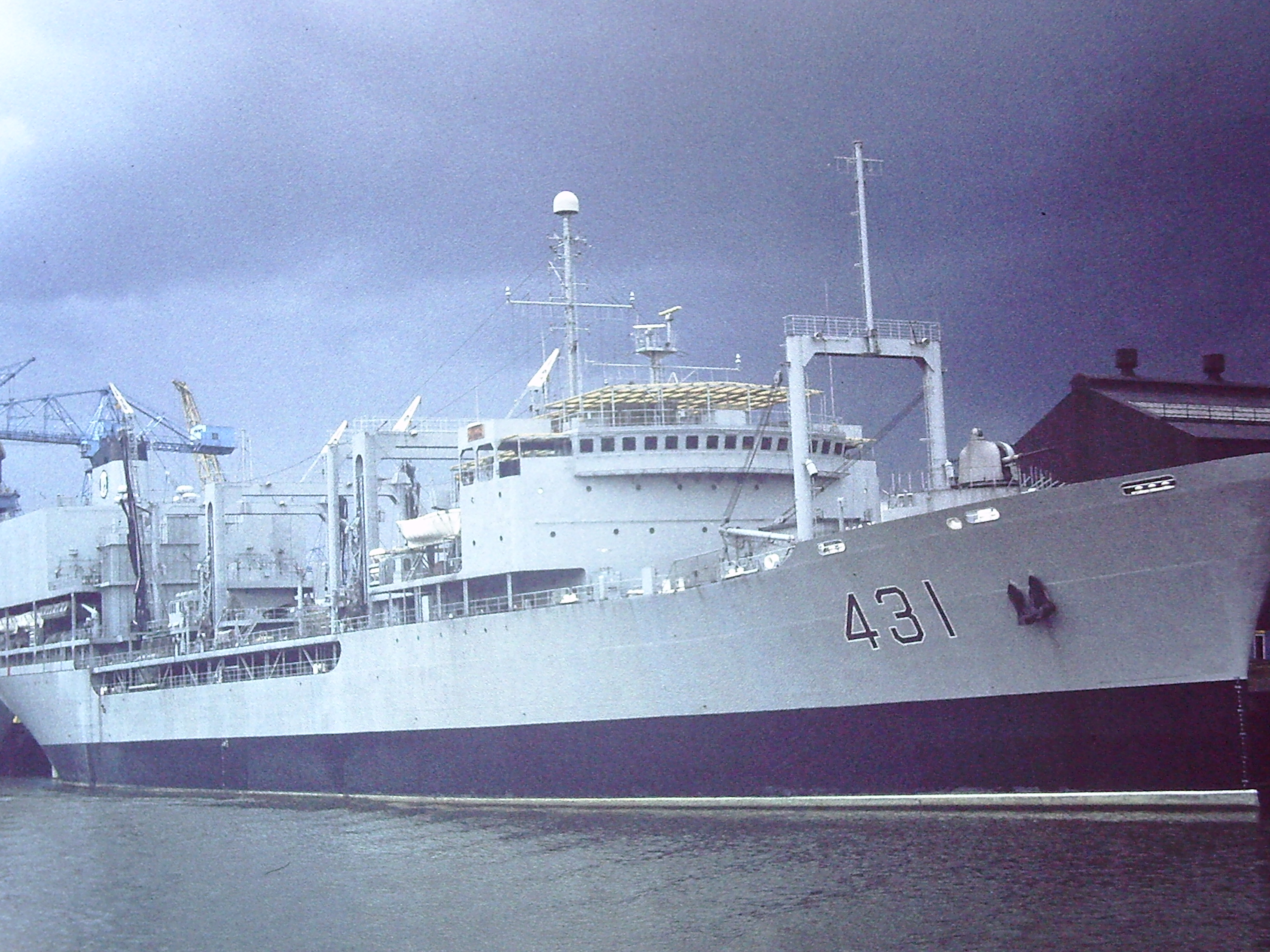
Kharg 1982

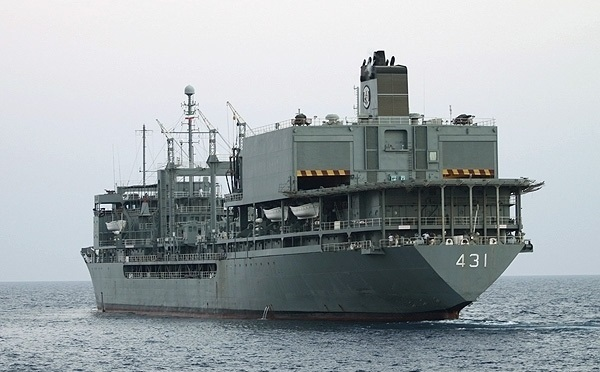
Kharg von hinten

Die Kharg (persisch خارگ, DMG Ḫārg) war ein zum Trossschiff umgebauter Tanker der iranischen Marine, benannt nach der Insel Charg. Am 2. Juni 2021 fing die Kharg Feuer und sank in der Nähe der iranischen Stadt Bandar-e Dschask und der Straße von Hormus. Die Kharg war zum Zeitpunkt des Untergangs Irans zweitgrößtes Marineschiff nach Indienststellung der Makran Anfang 2021. Zum Zeitpunkt ihres Untergangs verfügte die iranische Marine neben der Kharg nur über drei weitere Schiffe, die Makran, die Bandar Abbas (Schiff) und die Bushehr (Schiff), welche eine Seeversorgung, darunter eine Betankung auf Hoher See durchführen konnten.

## Ausrüstung
Die normale Besatzung bestand aus 248 Soldaten. Das Schiff war mit einer 76/62-Compact-Kanone auf dem Vorschiff bewaffnet sowie ferner mit vier SU-23-Flugabwehr-Maschinenkanonen in zwei Zwillingslafetten und zwei 12,7-mm-Maschinengewehren ausgestattet. Die Kharg hatte einen Hubschrauberlandeplatz mit Zwillingshangars, was ihr genügend Raum gab, um drei Hubschrauber mitzuführen.
1994 und 2014 bis 2016 kam es zu Modernisierungen.
In einer 2014 veröffentlichten Bewertung von Stratfor wird erwähnt, dass die Kharg aufgrund ihrer Fähigkeit, die Reichweite iranischer Kriegsschiffe, insbesondere der Fregatten, zu erweitern, von wesentlicher Bedeutung für Langstrecken-Einsätze der iranischen Marine war.

## Geschichte
Die Kharg wurde von der Werft Swan Hunter in Großbritannien gebaut. Ihre Kiellegung erfolgte 1976, die Indienststellung erst 1984, nachdem sich die Auslieferung des Schiffes während des Ersten Golfkrieges verzögert hatte. Im Ersten Golfkrieg war das Schiff fast drei Jahre im Kriegseinsatz. Es unterstützte iranische Kriegsschiffe durch Betankung, transportierte Munition und Vorräte.
Die Kharg führte zusammen mit der Fregatte Sabalan vom 31. August 2009 bis 17. November 2009 eine 73 Tage dauernde Anti-Piraterie-Mission im Arabischen Meer und am Golf von Aden durch. Vom 17. März bis 17. Juni 2010 führte sie eine weitere 92 Tage dauernde Anti-Piraterie-Mission mit der Sabalan durch. Vom 28. August bis 15. November 2010 folgte eine Mission zur Bekämpfung der Piraterie mit der Fregatte Alvand. Auf dem Rückweg von einem Besuch in Latakia zum Iran vom 27. Januar bis 21. März 2011 retteten sie im Roten Meer ein Handelsschiff aus Hongkong vor somalischen Piraten. Im April bekamen die Schiffe zwei von somalischen Piraten entführte Handelsschiffe frei. Mit der Korvette Naghdi folgte eine Anti-Piraterie-, -Training und Geheimdienst-Mission vom 22. Januar bis 26. März 2012. Mit derselben Korvette folgte eine Anti-Piraterie-Mission vom 1. September bis 14. November 2012. Ab dem 9. August 2013 war das Schiff zeitweise beim Einsatz mit der Sabalan bei einer Anti-Piraterie- und Geheimdienst-Mission nahe Bab al-Mandab. Vom 8. Dezember 2018 bis 20. Januar 2019 dauerte ein Einsatz mit der Alvand bei einer Geheimdienst- und Escort-Mission im Golf von Aden. Vom 26. August bis 29. Oktober 2019 dauerte eine Mission mit der neu in Dienst gestellten Fregatte Sahand bei deren erstem Einsatz in der Hochsee. Dabei wurde auch Tanker-Escort und Seepatrouille im Golf von Aden und im Roten Meer geleistet.
Am 2. Juni 2021 um 2:25 Uhr brach ein Brand auf der Kharg aus. Das Schiff sank gegen 8.30 Uhr. Alle 400 Besatzungsmitglieder wurden gerettet, 33 wurden verletzt. Das Schiff soll mehrere Tage in einer Trainingsmission gewesen sein. Gründe für den Brandausbruch wurden nicht bekanntgegeben.
Es wird spekuliert, dass Israel mit dem Untergang zu tun hatte. Es gab in der Vergangenheit wiederholt Angriffe auf iranische Schiffe bis hin zu Angriffen auf das iranische Atomprogramm, wie z. B. der Anschlag auf Mohsen Fachrisadeh, mit denen der Mossad in Verbindung gebracht wird.
Satellitenaufnahmen zeigen das Wrack, das in seichtem Wasser gesunken ist, auf der Steuerbordseite liegend. Die Unterseite des Rumpfes befindet sich über Wasser. Ein Großteil des Rumpfes, der Backbord-Brückenflügel, das Hubschrauberhangars und das Flugdecks ist von oben sichtbar.